# Troy Tanner
Troy Richard Tanner (* 31. Oktober 1963  in Hacienda Heights, Kalifornien) ist ein ehemaliger US-amerikanischer Volleyball- und Beachvolleyballspieler sowie Olympiasieger.

## Karriere Hallenvolleyball
Troy Tanner begann mit dem Volleyball an der kalifornischen Pepperdine University. Anschließend spielte der Außenangreifer in der US-amerikanischen Nationalmannschaft, mit der er 1988 in Seoul die Goldmedaille bei den Olympischen Spielen gewann. In den Folgejahren spielte Tanner bei Profi-Mannschaften in Rom, Zagreb und Osaka.

## Karriere Beachvolleyball
Von 1989 bis 1998 spielte Tanner erfolgreich Beachvolleyball auf der AVP-Tour und der FIVB World Tour. Höhepunkte waren hier 1993 Platz drei beim FIVB-Open in Enoshima an der Seite von Dan Vrebalovich, Platz drei und zwei bei den AVP-Grand Slams in Hermosa Beach bzw. in Chicago mit Randy Stoklos sowie Platz fünf 1997 bei der Weltmeisterschaft in Los Angeles zusammen mit Ian Clark. Als Coach führte Tanner Kerri Walsh und Misty May-Treanor 2007 zum Weltmeistertitel und 2008 zum Olympiasieg.

## Privates
Tanner wohnt in Irvine in Kalifornien, wo er einen Volleyballverein führt. Er ist verheiratet und hat zwei Söhne und eine Tochter.